# Sportiva Unihockey Mendrisiotto
Sportiva Unihockey Mendrisiotto ist ein Schweizer Unihockeyverein aus der Ortschaft Mendrisio, dessen erste Mannschaft der Damen in der Nationalliga A spielt.

## Geschichte
Sportiva Unihockey Mendrisiotto entstand 1992. 2016 stieg SUM als zweite Tessiner Mannschaft in die in der Nationalliga B auf. 2019 gelang ihnen als erste Tessiner Mannschaft der Aufstieg in die Nationalliga A.

## Stadion
Die Mannschaften von SUM tragen deren Heimspiele nach Möglichkeit in der Palestra Liceo Cantonale di Mendrisio aus. Die Trainings werden in unterschiedlichen Hallen im Bezirk Mendrisio durchgeführt.